# Crematogaster rufa
Crematogaster rufa är en myrart som först beskrevs av Jerdon 1851.  Crematogaster rufa ingår i släktet Crematogaster och familjen myror. Inga underarter finns listade i Catalogue of Life.